# 亨丽埃特·默茨
亨丽埃特·默茨 （英語：Henriette Mertz，1898年—1985年），美国专利代理人和古代历史研究者，曾出书论证了《山海经》中有对美洲地理的描述。

## 中国游历
在她的著作《几近褪色的记录》（中译本，原作1953年出版，书名为Pale Ink: Two Ancient Records of Chinese Exploration in America）中，她声称到达扶桑沿途的描述实为美洲大陆的描述。